# Contea di Wayne (Iowa)
La contea di Wayne (in inglese Wayne County) è una contea dello Stato dell'Iowa, negli Stati Uniti. La popolazione al censimento del 2000 era di 6 730 abitanti. Il capoluogo di contea è Corydon.